# Вахидов, Таир Абдукахарович
Таир Абдукахарович Вахидов (узб. Tair Vaxidov; род. 11 декабря 1963, Самарканд) — советский и узбекский шахматист, гроссмейстер (2009 год), арбитр и тренер. В составе сборной Узбекистана принимал участие в двух командных шахматных олимпиадах (1996 и 2002 годах), в двух командных чемпионатах мира (1993 и 2001 годах) и трёх командных чемпионатах Азии (1993, 1999, 2003 годах). В 2014 году становится арбитром ФИДЕ.   

## Шахматная карьера
В Советское время Таир Вахидов не пробивался в сборную из-за большой конкуренции. В 1983 году получил звание мастер спорта по шахматам. После распада СССР он вошел в состав сборной Узбекистана по шахматам. В 1992 году на международном шахматном турнире в Ташкенте он разделил второе место с Григорием Серпером. В 1993 году он становится вице-чемпионом Узбекистана. В 1997 году на открытом турнире в Шверине (Германия) он занимает второе место. В 2000 году он занимает второе место на шахматном турнире в Абу-Даби (ОАЭ). В 2004 году Таир Вахидов занял первое место на шахматном турнире в Мадрасе (Индия), а в 2005 году выиграл в двух турнирах, которые проходили в Бандар-Сери-Бегаване (Бруней). После 2005 года он редко участвую в шахматных турнирах. В 2019 году на международном фестивале шахмат «Кубок Инаркиева» занимает третье место. 
В 1993 году на X командном чемпионате Азии по шахматам в составе сборной Узбекистана завоёвывает серебряную медаль. В 1999 году на XII командном чемпионате Азии по шахматам выигрывает золото.
На 1 января 2003 года Таир Вахидов достиг максимального рейтинга в своей карьере по версии ФИДЕ в 2546 очков, став вторым в списке узбекских шахматистов.  
В 2015 г. победил в международном турнире в Читтагонге (1—2 места с А. Аль-Ракибом).

## Спортивные результаты
| Год  | Город        | Турнир                        | + | − | = | Результат | Место |
| ---- | ------------ | ----------------------------- | - | - | - | --------- | ----- |
| 1993 | Куала-Лумпур | 10-й командный чемпионат Азии | 1 | 2 | 1 | 1½ из 4   | 2     |
|      | Люцерн       | 3-й командный чемпионат мира  | 1 | 2 | 1 | 1½ из 4   |       |
| 1996 | Ереван       | 32-я олимпиада                | 2 | 2 | 4 | 4 из 8    |       |
| 1999 | Шэньян       | 12-й командный чемпионат Азии | 0 | 1 | 5 | 2½ из 6   | 1     |
| 2001 | Ереван       | 5-й командный чемпионат мира  | 0 | 1 | 3 | 1½ из 4   |       |
| 2002 | Блед         | 35-я олимпиада                | 2 | 0 | 5 | 4½ из 7   |       |
| 2003 | Джодхпур     | 13-й командный чемпионат Азии | 3 | 1 | 0 | 3 из 4    | 3     |

## Изменения рейтинга
| Графики недоступны из-за технических проблем. См. информацию на Фабрикаторе и на mediawiki.org. |